# Місцеві вибори в Чехії 2018
Місцеві виборі були проведені в Чехії 5 та 6 жовтня 2018 року, разом з виборами до Сенату.

## Результати
| Партія                                                         | Місця  |
| -------------------------------------------------------------- | ------ |
| Християнсько-демократичний союз — Чехословацька народна партія | 3231   |
| Громадянська демократична партія                               | 2281   |
| Альянс STAN та незалежних кандидатів                           | 2224   |
| Чеська соціал-демократична партія                              | 1882   |
| ANO 2011                                                       | 1676   |
| STAN                                                           | 1584   |
| Комуністична партія Чехії і Моравії                            | 1426   |
| Альянс KDU-ČSL та незалежних кандидатів                        | 525    |
| Альянс ODS та незалежних кандидатів                            | 351    |
| Альянс TOP 09 та незалежних кандидатів                         | 311    |
| Чеська піратська партія                                        | 275    |
| SNK Європейські демократи                                      | 209    |
| TOP 09                                                         | 192    |
| НЕЗАЛЕЖНІ                                                      | 178    |
| Альянс незалежній кандидатів/місцевих альянсів                 | 34 965 |
| Інші партії та субєкти (256)                                   |        |
| Незалежні                                                      | 6232   |
| Джерело: Novinky                                               |        |